# Smart 3
Smart #3 (stilizat ca „smart #3”) este un SUV coupe crossover complet electric bazat pe platforma Sustainable Experience Architecture (SEA) dezvoltată de Geely.
A fost prezentat oficial în aprilie 2023 la Salonul Auto de la Shanghai, lansarea în Europa urmând să aibă loc în septembrie 2023 la München.

## Prezentare generală

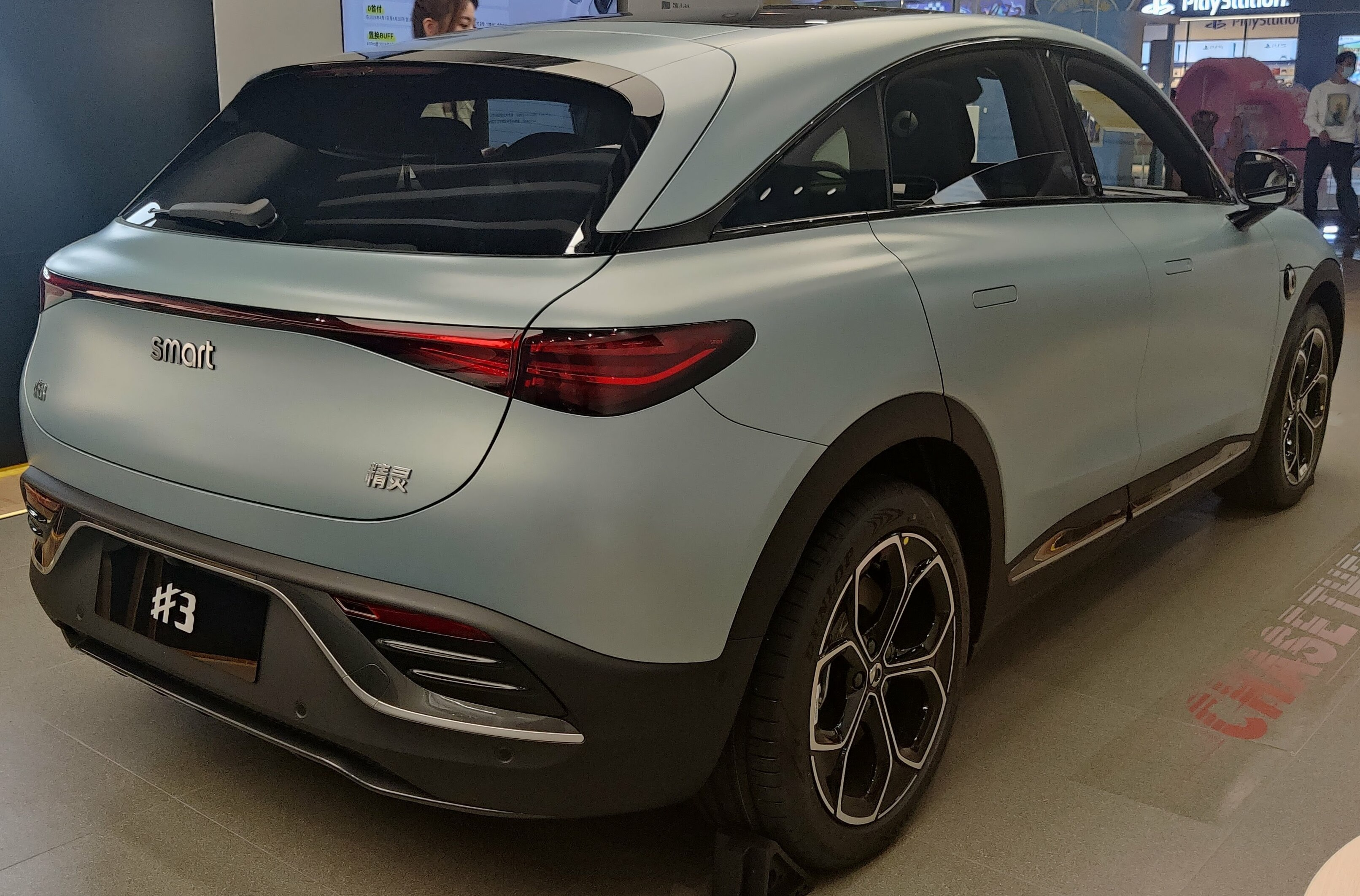
Spate

Versiunea de bază are doar tracțiune spate, fiind asigurată de un motor electric de 272 de cai putere, iar versiunea de top, marca Brabus, are două motoare și AWD, puterea totală fiind de 428 de cai putere.